# Eggvena kyrka
Eggvena kyrka är en kyrkobyggnad i den nordvästra delen av Herrljunga kommun. Den tillhör sedan 2021 Herrljungabygdens församling (tidigare Eggvena församling) i Skara stift.

## Kyrkobyggnaden
Kyrkan uppfördes av sten, troligtvis i slutet av 1100-talet och ligger i kuperad terräng strax söder om Nossan. Fasaderna har vit spritputs. I väster finns ett kyrktorn uppfört 1776 med stående locklistpanel målad med vit oljefärg och tak täckt med röd falsad plåt. På 1700-talet avlägsnades skiljemuren mellan långhuset och koret. Under samma århundrade tillkom nuvarande tresidiga kor. År 1850 tillbyggdes nuvarande sakristia vid norra sidan. I samband med en restaurering på 1890-talet tillkom ett nytt altare. 

## Inventarier
- Korset på altaret ersattes 1950 med en altartavla, skuren i trä, från 1700-talet.
- Processionskrucifix av koppar från 1100-talet
- Dopfunt från 1200-talet av sandsten med flätmönster.
- Predikstolen är från 1600-talet och baldakinen är från 1700-talet.
- Framför kyrkans ingång är en runsten uppställd sedan 1938.
- I tornet finns en klocka gjuten 1756.

### Orgel
- Före 1949 användes ett harmonium i kyrkan.
- 1949 byggde Tostareds Kyrkorgelfabrik, Tostared en orgel med 7 stämmor.
- En orgel med sju stämmor fördelade på två manualer och pedal tillverkad av Tostareds Kyrkorgelfabrik, Tostared installerades 1983. Den innehåller pipmaterial från den föregående orgeln från 1949 och även fasaden byggdes då av samma tillverkare.[1] Orgeln är mekanisk.

| Huvudverk I         | Svällverk II      | Pedal      | Koppel |
| Rörflöjt 8'         | Spetsflöjt 8´     | Subbas 16´ | I/P    |
| Principal 4'        | Gedaktflöjt 4'    |            | II/P   |
| Blockflöjt 2'       | Principal 2'      |            | II/I   |
| Sesquialtera 2 chor | Tremulant         |            |        |
|                     | Crescendosvällare |            |        |